# 海云台海滩
海雲臺海滩（：／ Haeundae Haesuyokjang */?）位于韩国釜山海云台区的海云台，是韩国最著名的海滨浴场之一，每年都吸引着无数的旅客，举办各种国际重要活动，包括釜山国际电影节和海云台沙节。
海滩面积达58,400平方米，长1.8公里，宽50米，平均水深1米。
釜山水族馆、APEC会议旧址都位于海雲臺海滩旁边。海滩周边宾馆、商场、公寓高楼林立。

## 图片

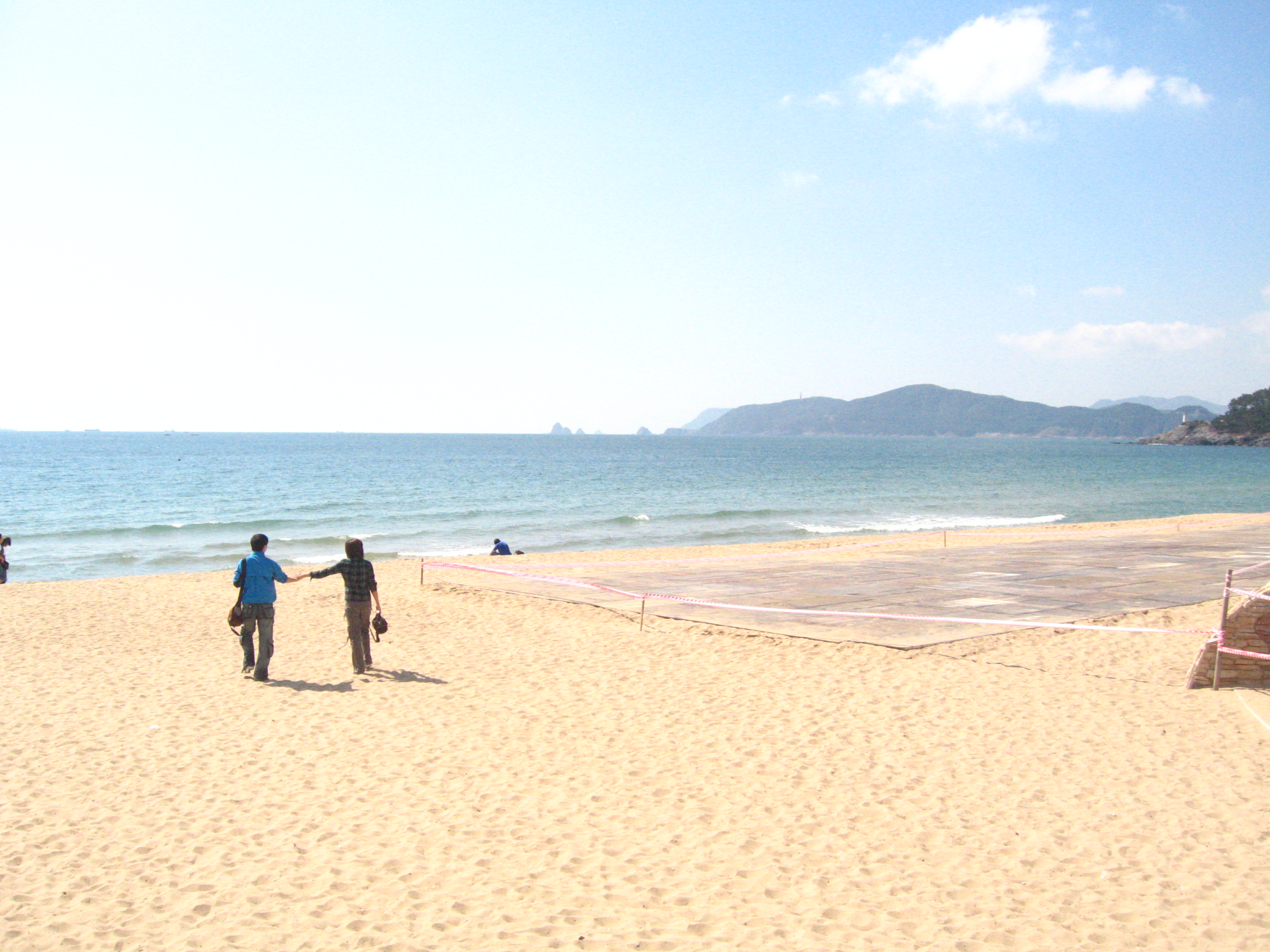
海云台沙滩
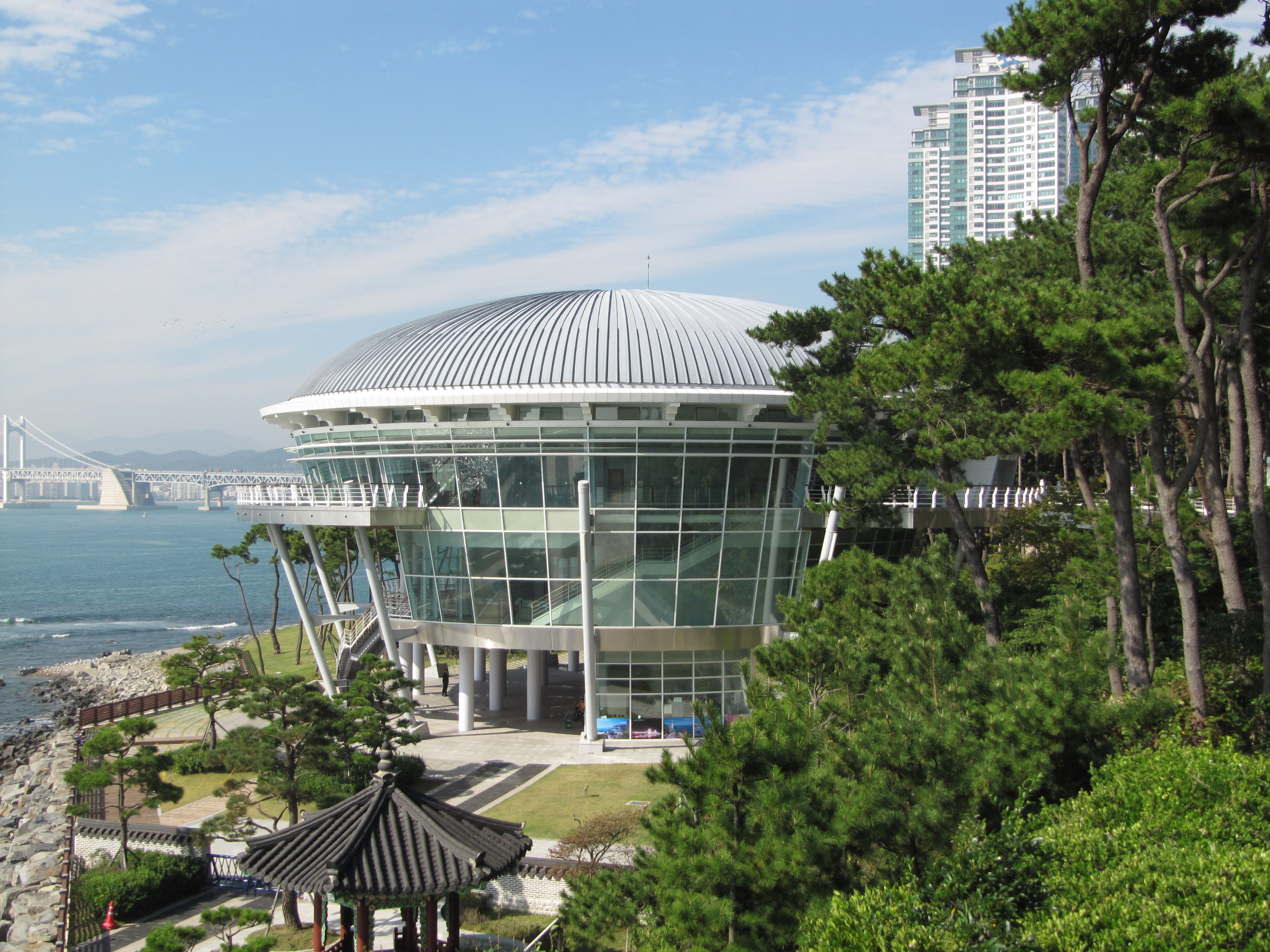
海云台APEC旧址和远处的广安大桥
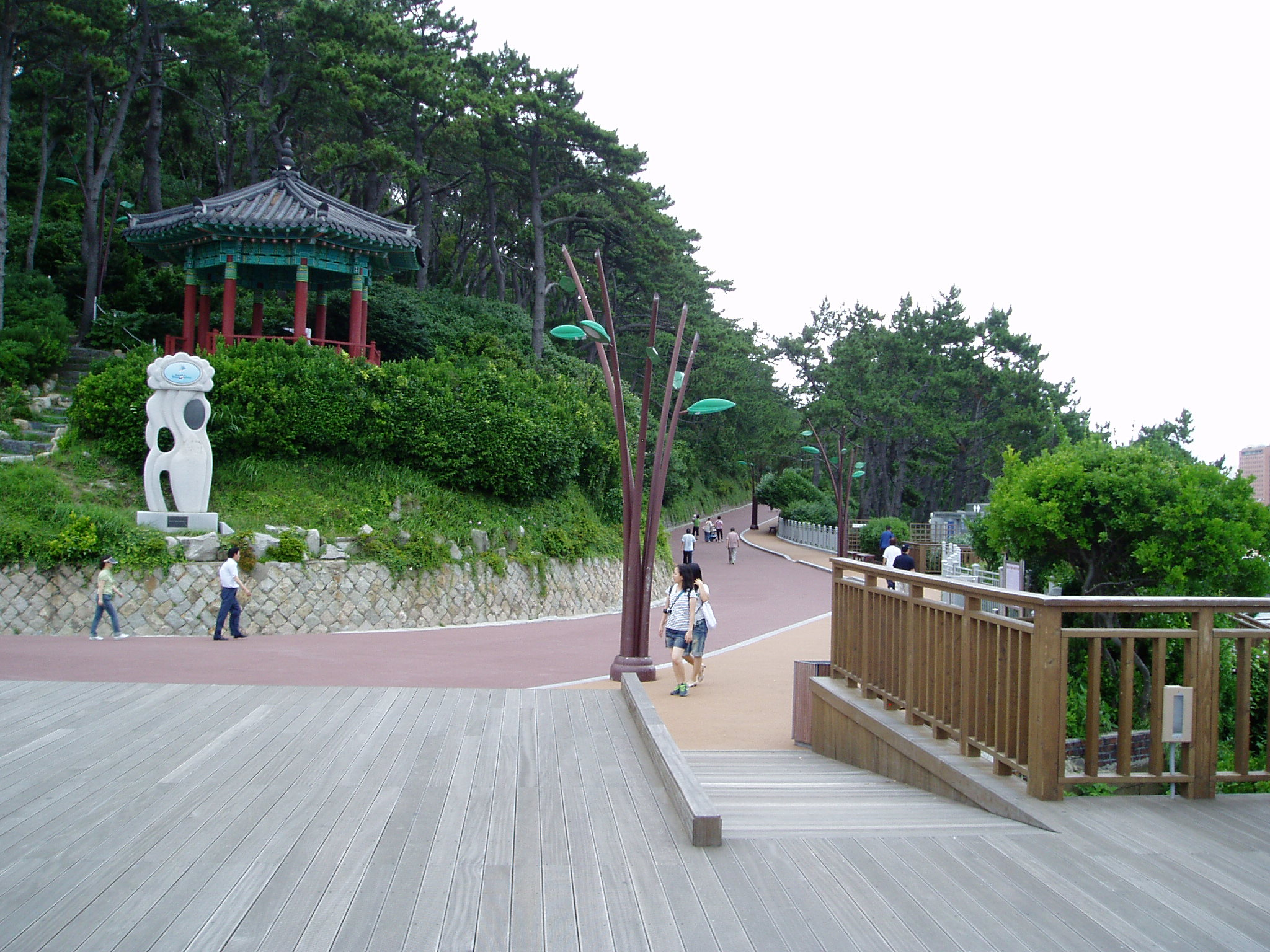
海云台迎月岭
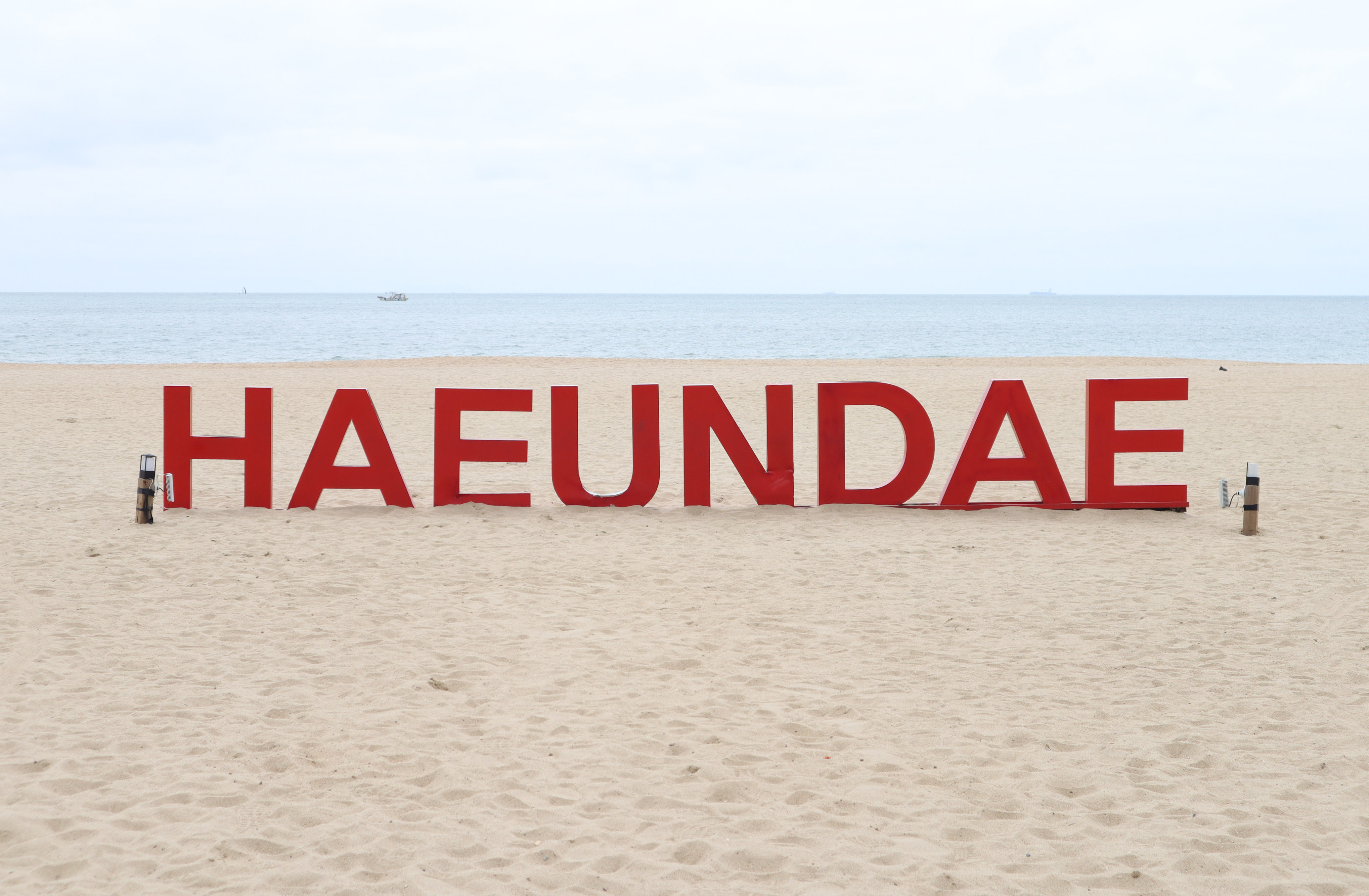
海云台标志
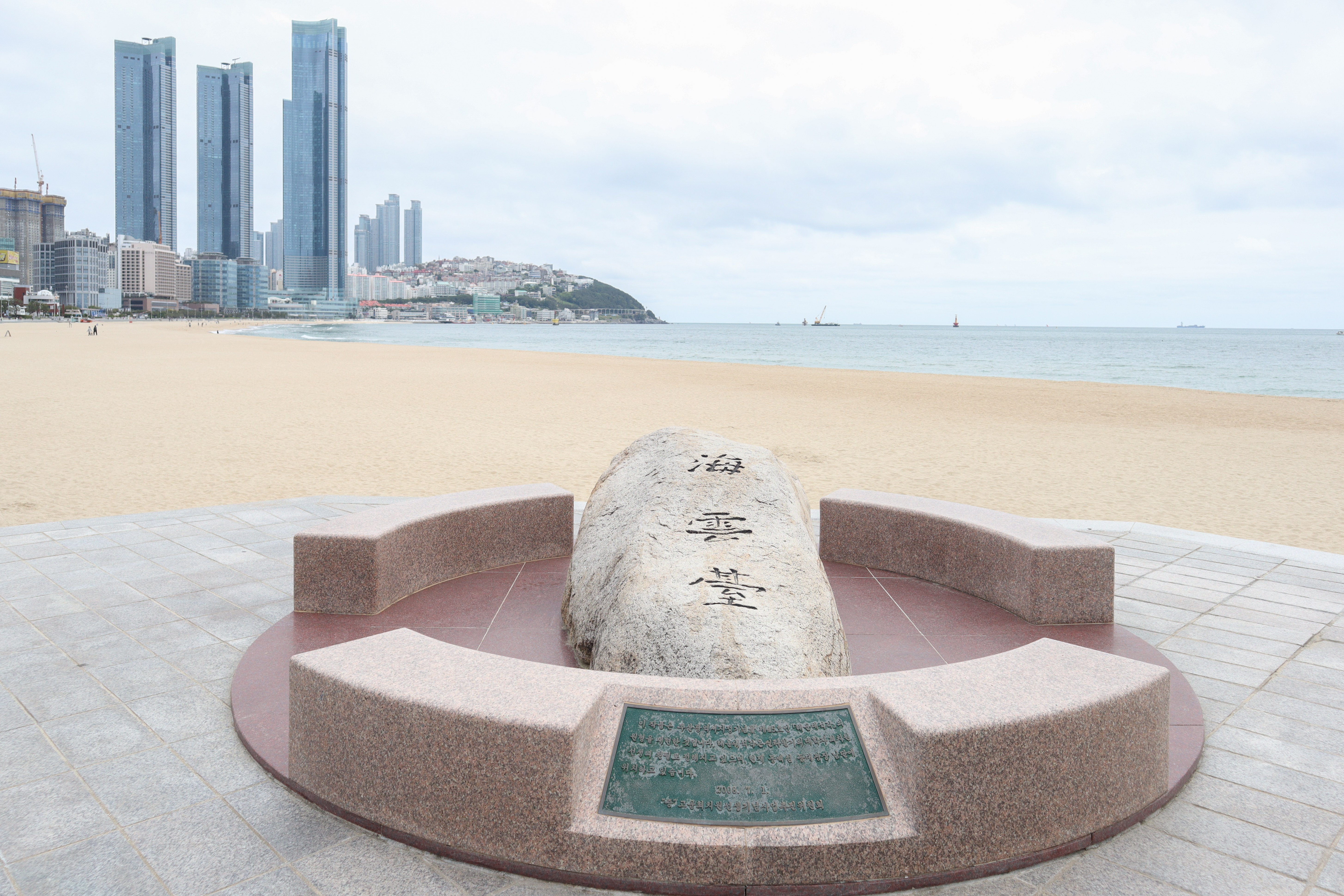
海云台石刻
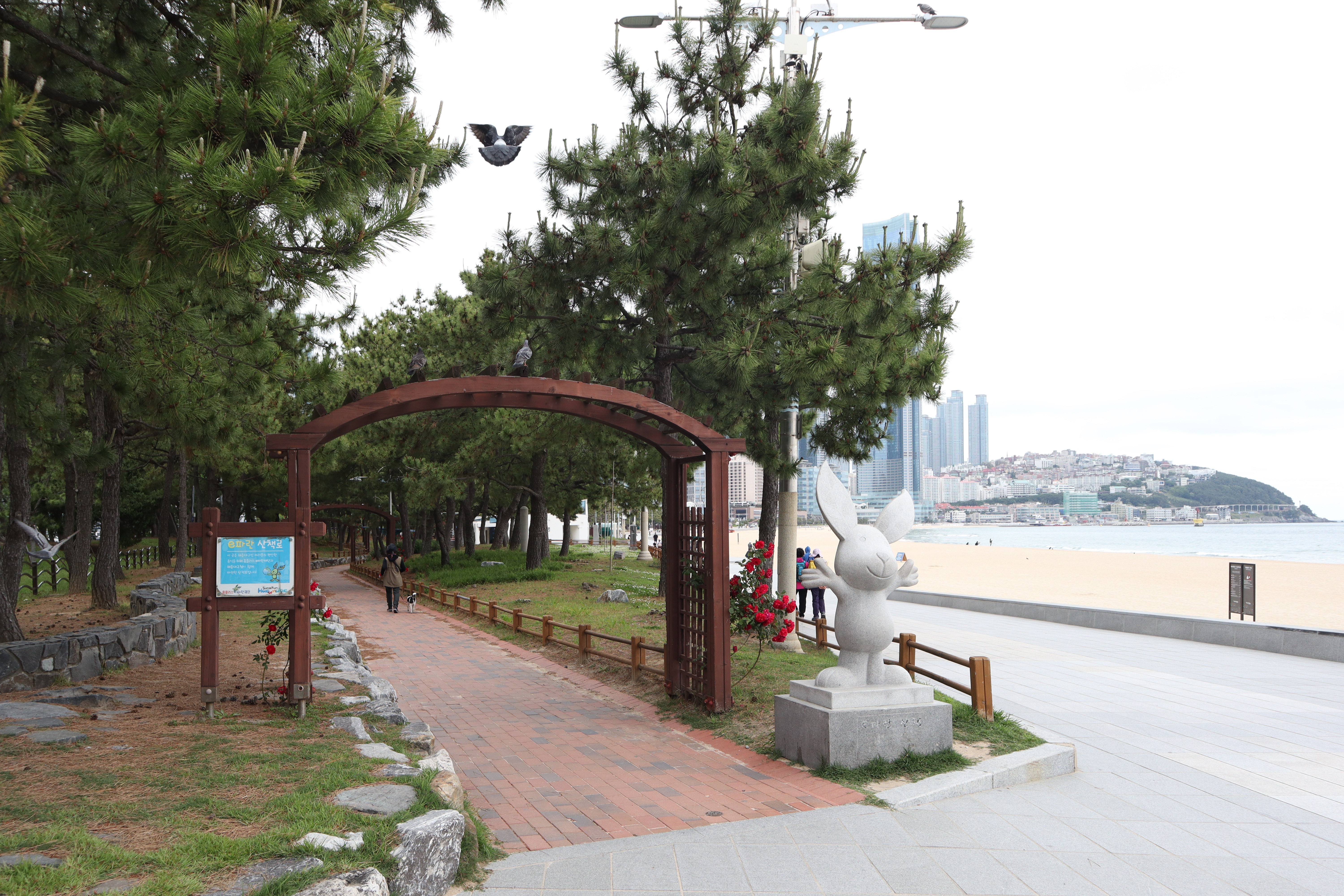
海云台迎月路
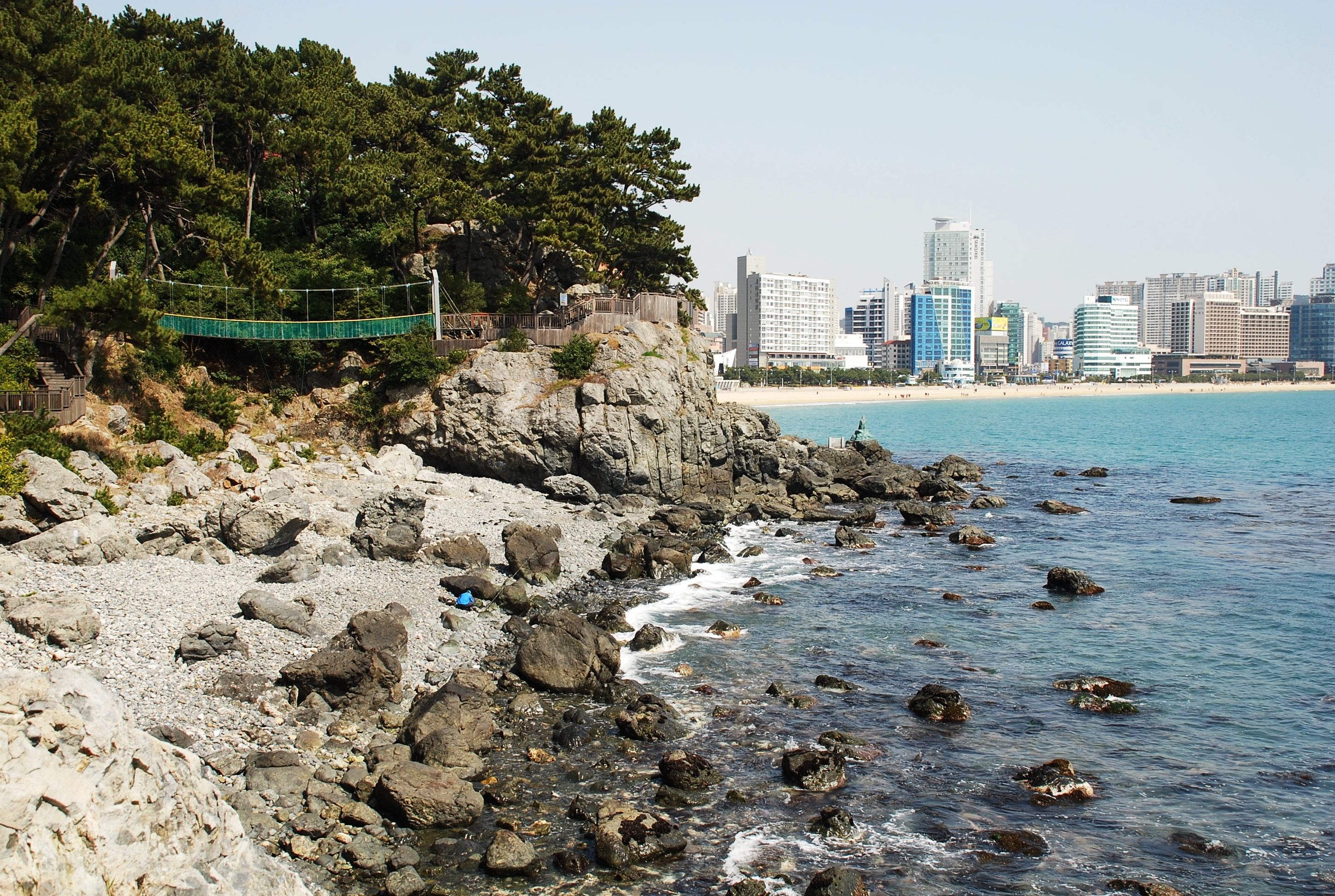
海云台冬柏岛
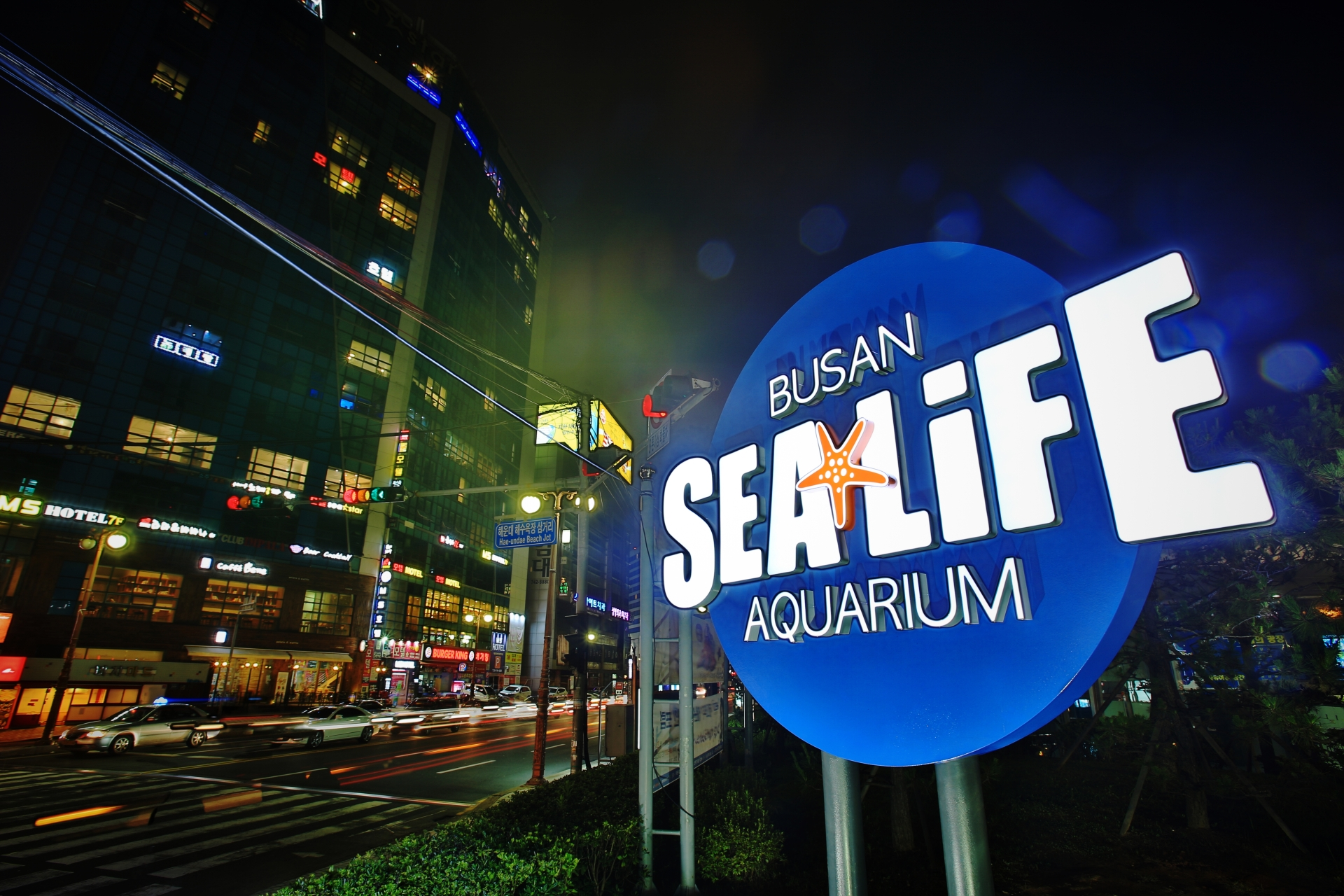
釜山海洋水族馆
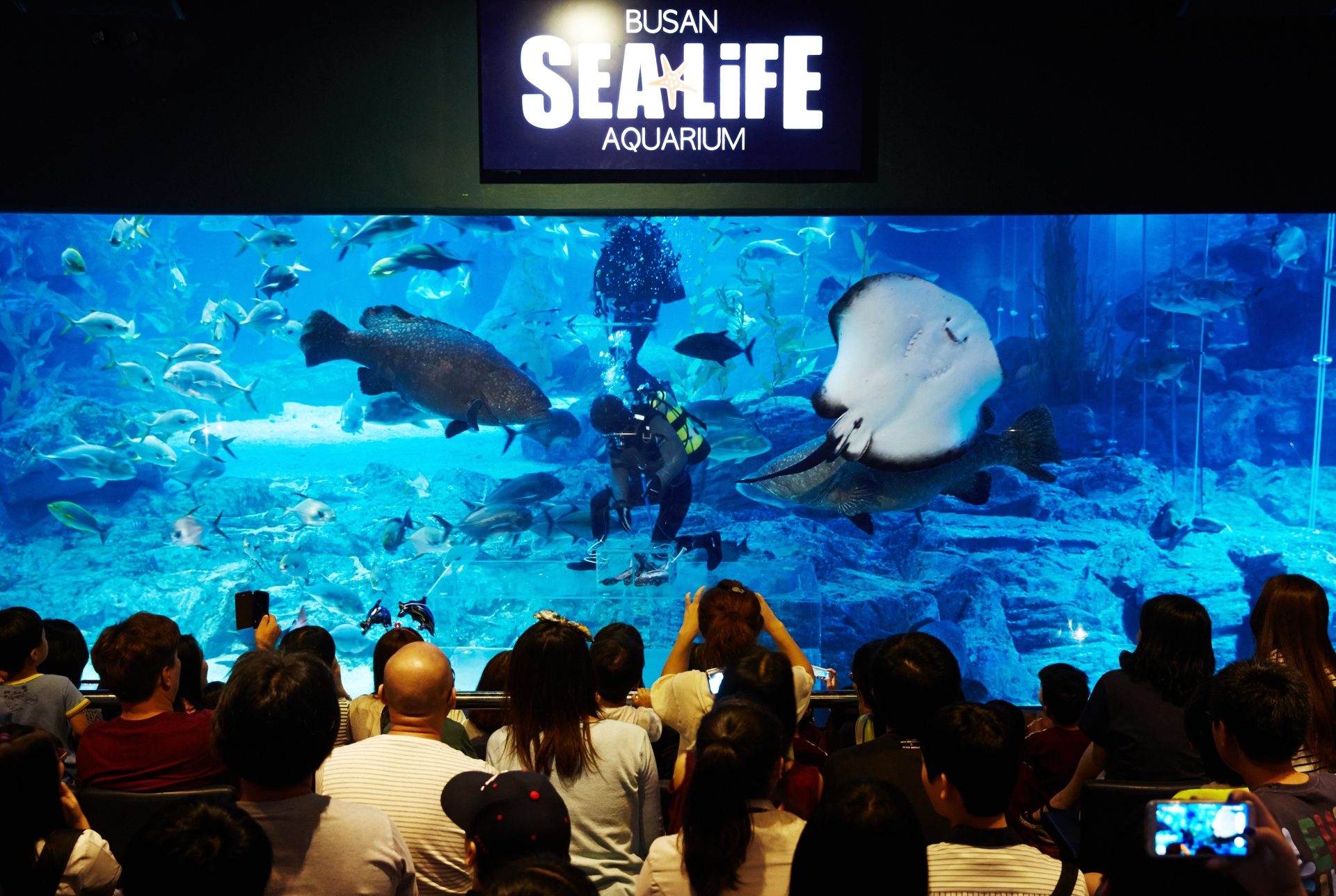
水族馆内部一览
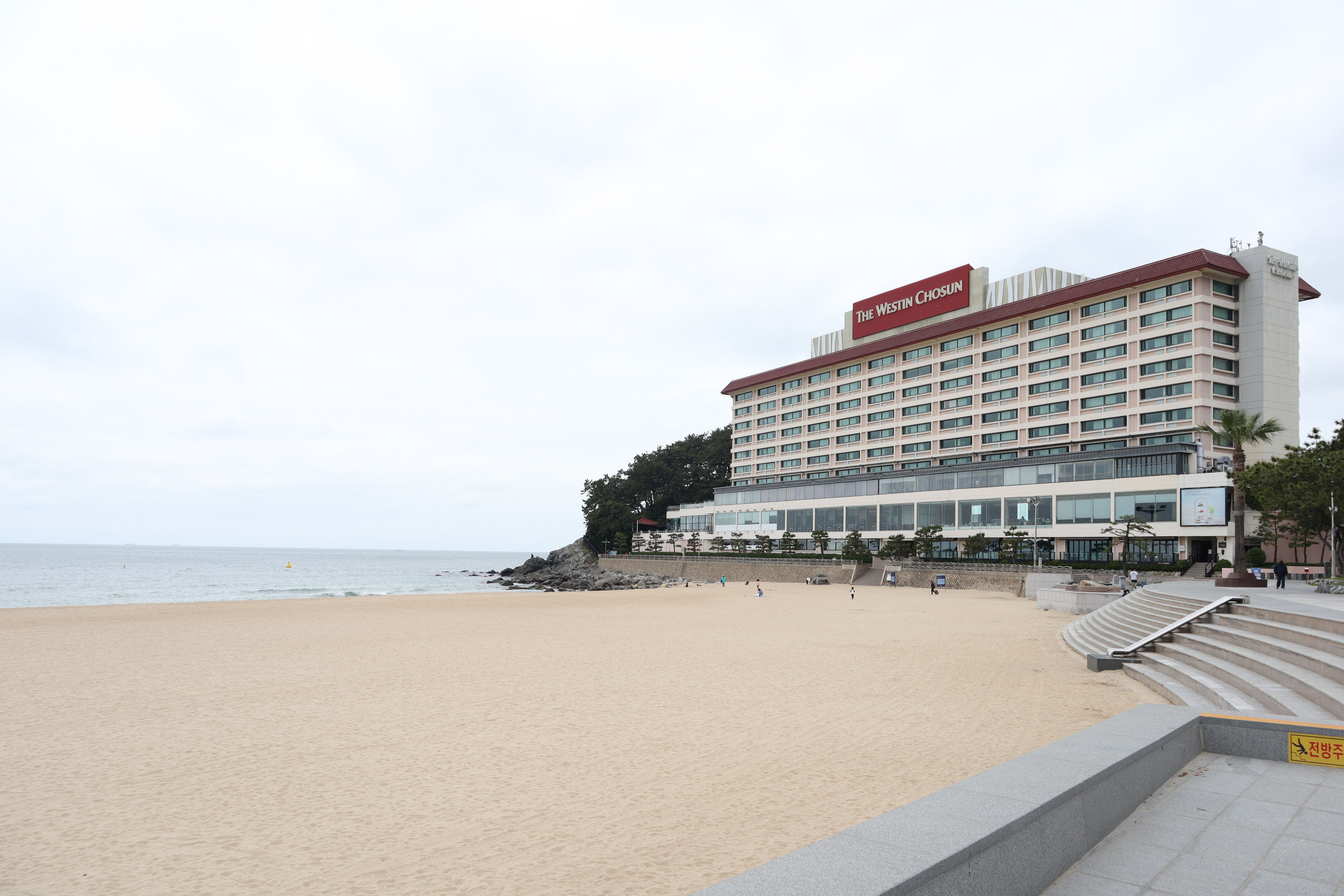
威斯汀朝鲜酒店
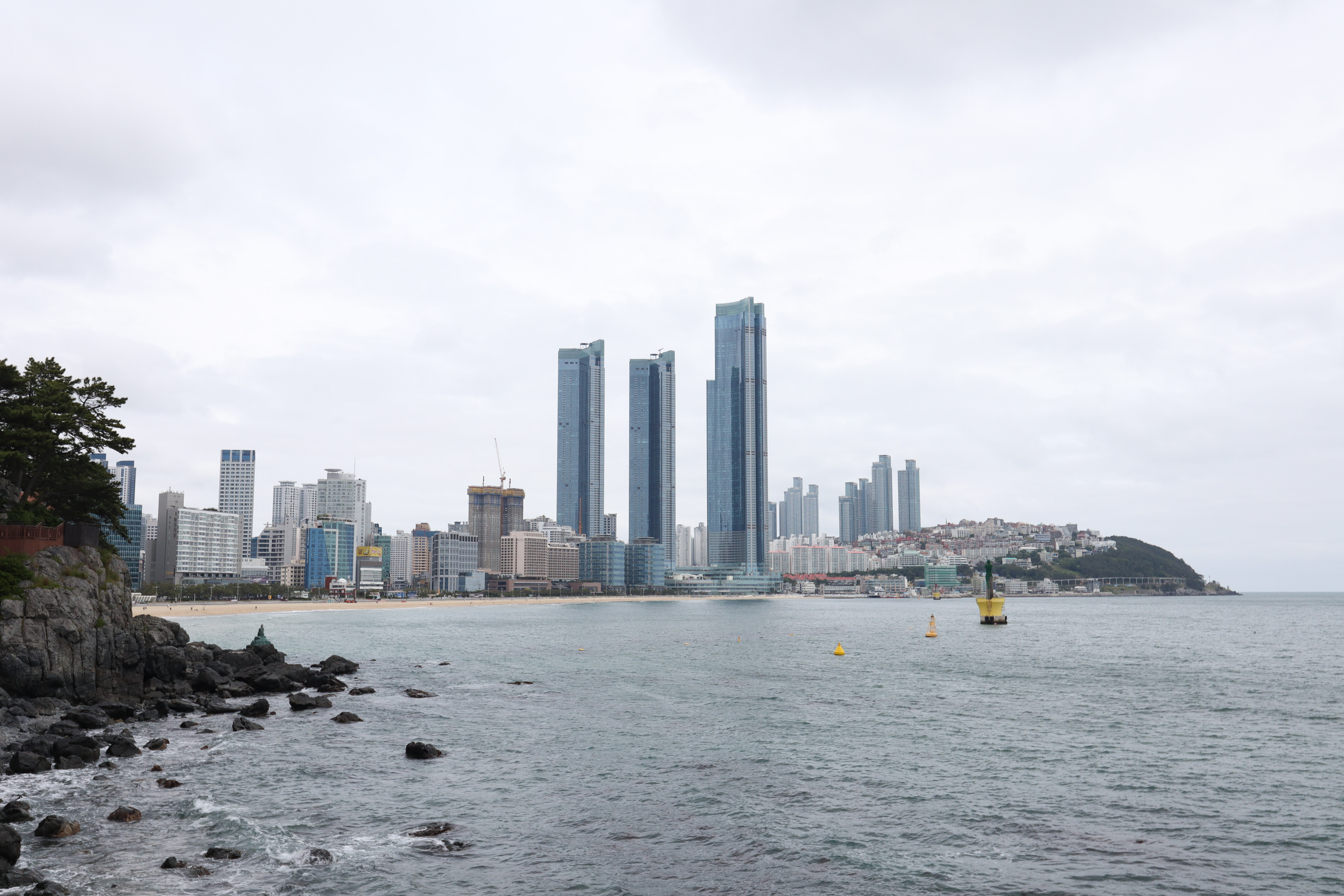
海云臺LCT顶尖地标塔
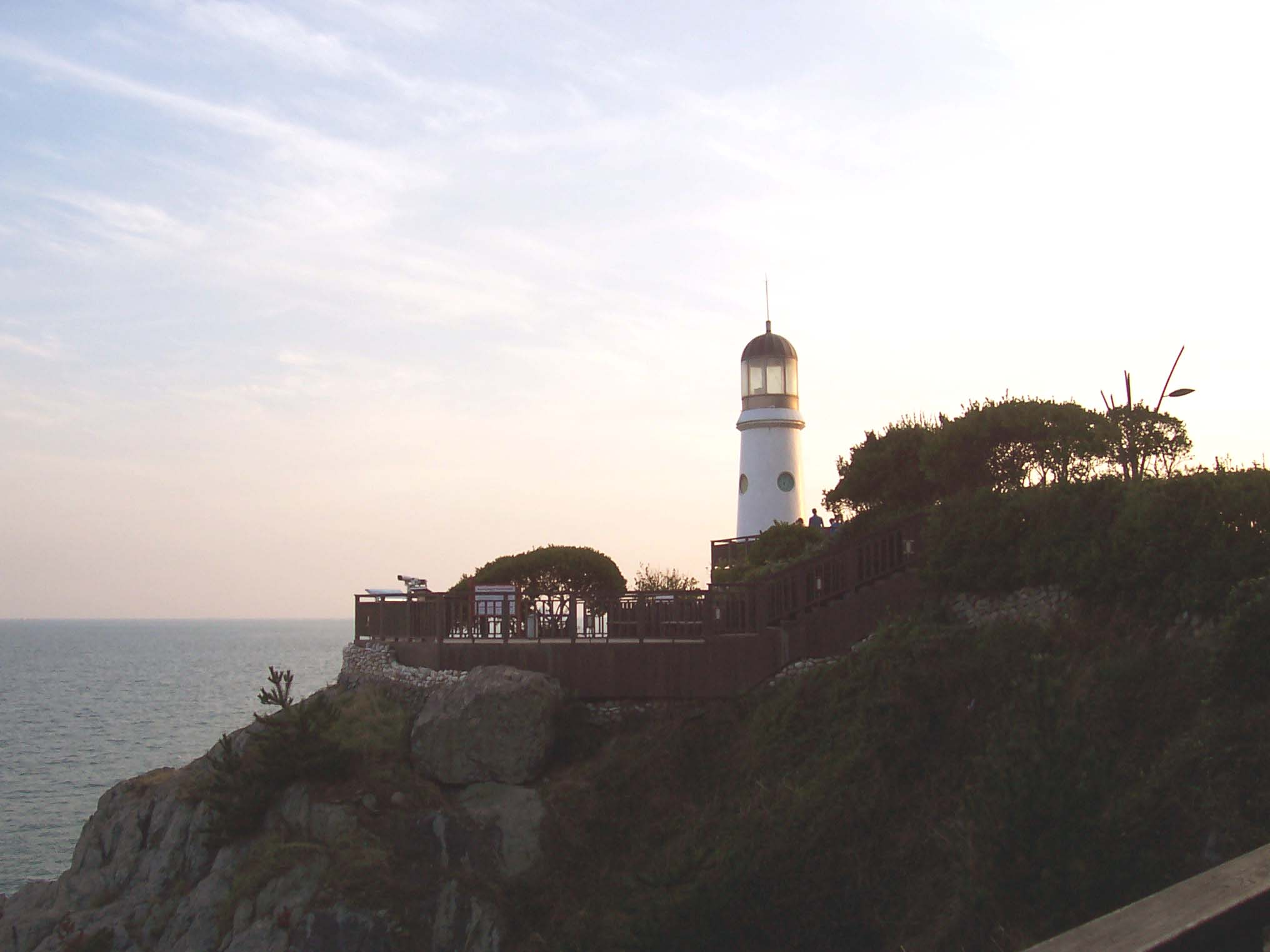
海云台的灯塔
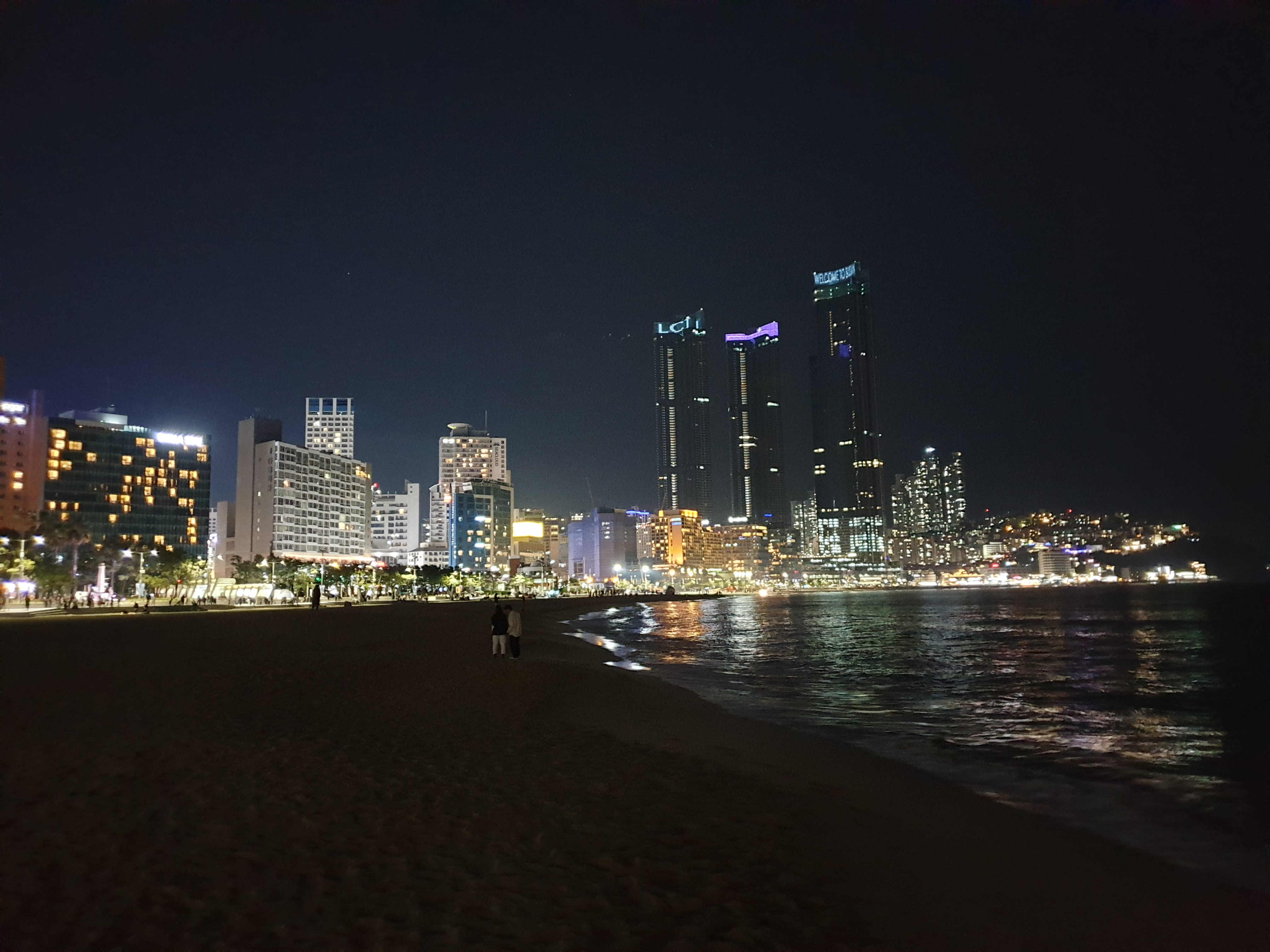
海云台沙滩夜景
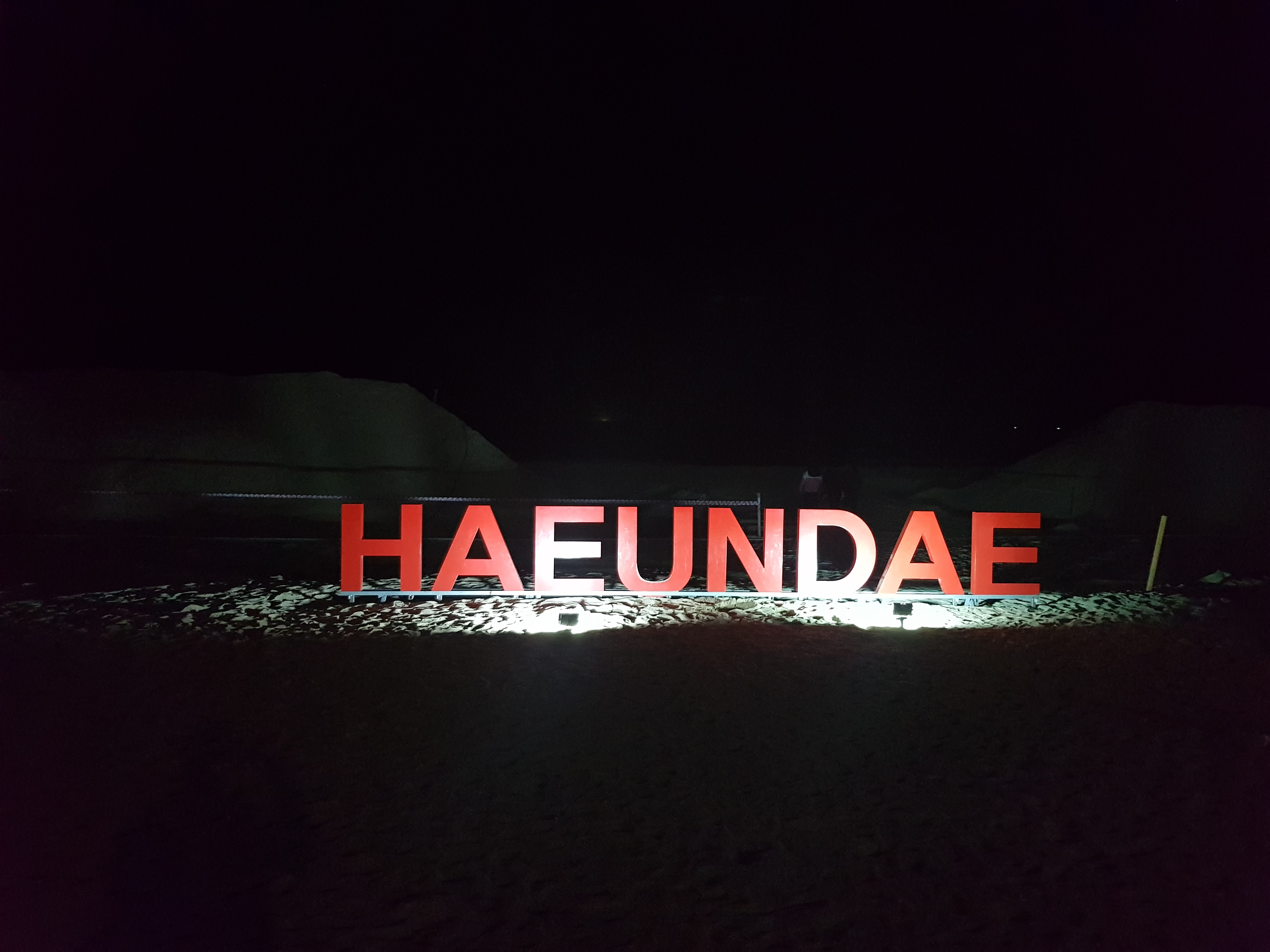
海云台标志夜景